# 8073 Johnharmon
8073 Johnharmon (1982 BS) là một tiểu hành tinh vành đai chính được phát hiện ngày 24 tháng 1 năm 1982 bởi E. Bowell ở trạm Anderson Mesa thuộc Đài thiên văn Lowell.